# Chinese Taipei International 1997
Die Chinese Taipei International 1997 im Badminton fanden vom 10. bis zum 14. Dezember 1997 statt. Auf der IBF-Turnierskala erreichte es die Wertung A.

## Die Sieger und Platzierten
| Disziplin    | Gold                            | Silber                     | Bronze                             |
| ------------ | ------------------------------- | -------------------------- | ---------------------------------- |
| Herreneinzel | Lee Tsuen Seng                  | Yap Yong Jyen              | Allan Tai                          |
| Herreneinzel | Lee Tsuen Seng                  | Yap Yong Jyen              | Hwu Chorng-Sen                     |
| Dameneinzel  | Chan Ya-lin                     | Kanako Yonekura            | Jeng Shwu-zen                      |
| Dameneinzel  | Chan Ya-lin                     | Kanako Yonekura            | Shizuka Yamamoto                   |
| Herrendoppel | Wang Chia-cherng Sen Chan       | Lee Wei-jen Lin Liang-chun | Katsuya Nishiyama Masahiro Yabe    |
| Herrendoppel | Wang Chia-cherng Sen Chan       | Lee Wei-jen Lin Liang-chun | Cheah Soon Thoe Pang Cheh Chang    |
| Damendoppel  | Chen Li-chin Tsai Hui-min       | Chen Mei-cun Peng Ju-yu    | Shizuka Yamamoto Kanako Yonekura   |
| Damendoppel  | Chen Li-chin Tsai Hui-min       | Chen Mei-cun Peng Ju-yu    | Chan Ya-lin Jeng Shwu-zen          |
| Mixed        | Pang Cheh Chang Norhasikin Amin | Huang Yeu-der Peng Ju-yu   | Katsuya Nishiyama Shizuka Yamamoto |
| Mixed        | Pang Cheh Chang Norhasikin Amin | Huang Yeu-der Peng Ju-yu   | Khoo Boo Hock Ang Li Peng          |